# Old Friends: Live on Stage
Albums de Simon et Garfunkel
The Essential Simon and Garfunkel Live 1969
Old Friends: Live on Stage est le troisième album live de Simon and Garfunkel, enregistré en décembre 2003 et publié l'année suivante. Il témoigne de leur tournée de retrouvailles Old Friends. Le double album est disponible sous la forme d'un coffret de 2 CD et d'un DVD.
Les concerts sont enregistrés au Madison Square Garden à New York et à la Continental Airlines Arena d'East Rutherford, dans le New Jersey, entre le 3 et le 8 décembre 2003.
La reprise de Bye Bye Love des Everly Brothers est interprétée à quatre voix avec les deux frères Don et Phil Everly en invités.
Le DVD et le coffret 2 CD comprennent tous deux une nouvelle chanson enregistrée en studio, Citizen of the Planet, écrite par Paul Simon dans les années 1980 et récemment achevée avec Art Garfunkel. Le DVD contient deux chansons de Simon & Garfunkel qui sont absentes du coffret CD : Keep the Customer Satisfied et The 59th Street Bridge Song (Feelin' Groovy). Il y a également deux chansons supplémentaires interprétées par les Everly Brothers, qui ne sont pas incluses dans le coffret CD. Le DVD comprend une série de clips de l'émission spéciale de Simon & Garfunkel Song of America diffusée à la télévision en 1969.

## Titres
Toutes les chansons sont de Paul Simon, sauf indication contraire. Une chanson suivie du symbole « ₴ » est tirée du répertoire solo de Simon.
| 1.  | Old Friends/Bookends                        |                                           |  |
| 2.  | A Hazy Shade of Winter                      |                                           |  |
| 3.  | I Am a Rock                                 |                                           |  |
| 4.  | America                                     |                                           |  |
| 5.  | At the Zoo                                  |                                           |  |
| 6.  | Baby Driver                                 |                                           |  |
| 7.  | Kathy's Song                                |                                           |  |
| 8.  | Tom and Jerry Story (histoire contée)       |                                           |  |
| 9.  | Hey, Schoolgirl (2 premiers couplets)       |                                           |  |
| 10. | The Everly Brothers Intro (histoire contée) |                                           |  |
| 11. | Bye Bye Love                                | Felice Bryant / Boudleaux Bryant          |  |
| 12. | Scarborough Fair / Canticle                 | Traditionnel / Paul Simon & Art Garfunkel |  |
| 13. | Homeward Bound                              |                                           |  |
| 14. | The Sound of Silence                        |                                           |  |

| 1.  | Mrs. Robinson                   |                                   |  |
| 2.  | Slip Slidin' Away ₴             |                                   |  |
| 3.  | El cóndor pasa                  | Daniel Alomía Robles / Paul Simon |  |
| 4.  | The Only Living Boy in New York |                                   |  |
| 5.  | American Tune ₴                 |                                   |  |
| 6.  | My Little Town                  |                                   |  |
| 7.  | Bridge over Troubled Water      |                                   |  |
| 8.  | Cecilia                         |                                   |  |
| 9.  | The Boxer                       |                                   |  |
| 10. | Leaves That Are Green           |                                   |  |
| 11. | Citizen of the Planet           |                                   |  |

## Musiciens
- Paul Simon : guitare et chant
- Art Garfunkel : chant
- Mark Stewart : chant et violoncelle
- Larry Saltzman : guitare
- Warren Bernhardt : piano
- Rob Schwimmer : clavier et thérémine
- Pino Palladino : guitare basse
- Jamey Haddad : percussions
- Jim Keltner : batterie